# Zealachertus tortriciphaga
Zealachertus tortriciphaga är en stekelart som beskrevs av Berry 1999. Zealachertus tortriciphaga ingår i släktet Zealachertus och familjen finglanssteklar. Inga underarter finns listade i Catalogue of Life.